# Escut de la Pobla Llarga
L'escut de la Pobla Llarga és un símbol no oficial representatiu del municipi valencià de la Pobla Llarga (la Ribera Alta). Té el següent blasonament:
| « | Quadrilong de punta redona, truncat, al primer quarter, en camp d'or, quatre pals de gules, al segon quarter, en camp de gules, nou flors de lis d'argent, en tres pals, al timbre corona reial oberta. | » |

## Història

Escut de la Pobla Llarga de 1958, encara oficial.

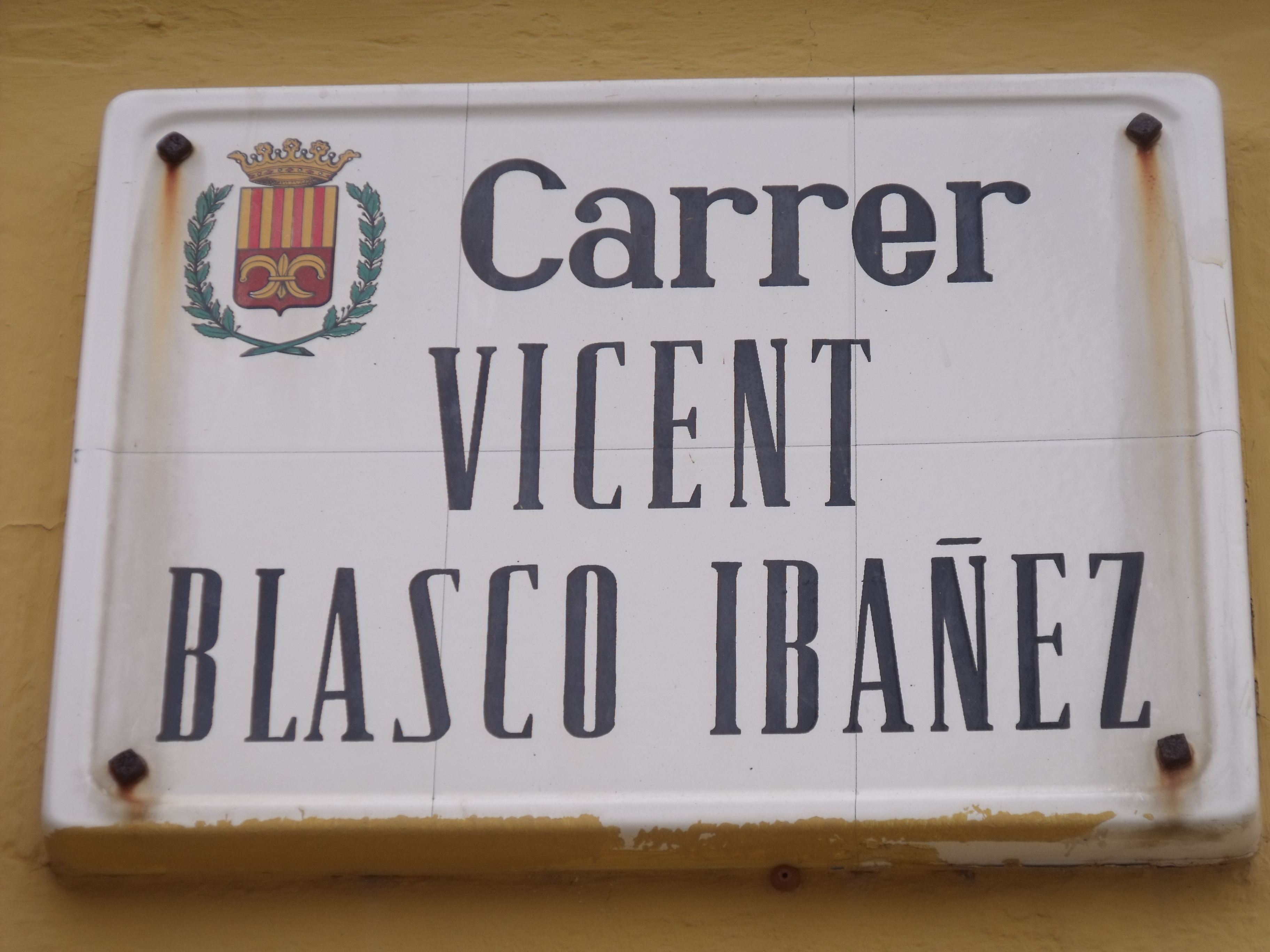
Placa del carrer Vicent Blasco Ibáñez, on s'aprecia l'anterior escut municipal.

L'escut oficial de la Pobla Llarga, diferent a l'actual, fou aprovat per Decret de 4 de juliol de 1958, que autoritzava l'ajuntament de la Pobla Llarga a adoptar un emblema heràldic propi d'acord amb el dictamen de la Reial Acadèmia de la Història al respecte. El dictamen, redactat per Vicente Castañeda i aprovat en sessió de l'11 d'abril de 1958, exposava un escut descrit així:
| « | Sobre campo cortado, ostentando en el cuartel superior los palos de Aragón y en el inferior el blasón de los Esplugues, que es en campo de gules una flor de lis de oro. El todo coronado con la Real Aragonesa, abierta, sin diademas que la cierren. Como adornos exteriores dos ramas de laurel. [...] | » |

Més tard, el 30 d'octubre de 2003, l'ajuntament de la població va aprovar un projecte per a recuperar l'escut municipal, motivat per l'existència de diverses branques del llinatge dels Esplugues, amb diferents escuts d'armes. Segons el projecte publicat al DOGV núm. 4.665, de 8 de gener de 2004, l'escut inclòs, modificant les armes dels Esplugues, era el següent:
| « | Sobre camper truncat, ostenta al quarter superior els pals d'Aragó i a l'inferior el blasó dels Esplugues de la Pobla, que és, en camper de gules nou flors de lis d'argent posades en tres pals. Tot això, coronat amb la reial aragonesa oberta i les diademes que la cernuden. Com a ornaments anteriors, dues rames de llorer. | » |

L'escut actual de la Pobla Llarga (descrit més amunt) fou adoptat definitivament l'any 2005, quan l'ajuntament va aprovar el projecte d'escut, publicat al DOGV núm. 5.102, de 28 de setembre de 2005. Tanmateix, encara no ha estat oficialitzat per la Generalitat Valenciana.
Tant l'escut aprovat el 1958 com el que usa actualment l'ajuntament al·ludeixen als Esplugues, antics senyors del poble, que de fet antigament va ser conegut com a Pobla d'Esplugues o Pobla de l'Ardiaca (Pere d'Esplugues, ardiaca de la catedral de València, va edificar el poble per privilegi reial el 1317). La versió de l'escut amb 9 flors de lis seria «la més antiga», segons l'ajuntament i, segons Alberto García Carraffa, correspondria a Bernat d'Esplugues, «qui guanyà Corbera, en Xàtiva» en la conquesta del regne de València, tot basant-se en les Trobes de Jaume Febrer.